# Schwammkrabben
Die Schwammkrabben  (Dromiidae) sind eine Familie ursprünglicher Krabben (Brachyura) innerhalb der Überfamilie Dromioidea. Sie werden oft den sogenannten „primitiven Krabben“ (Podotremata) zugeordnet, was auf einige ursprüngliche Merkmale in ihrer Anatomie und Fortpflanzung hinweist.

## Merkmale
Die Vertreter der Schwammkrabben haben einen in der Regel konvex gewölbten Rückenschild, der unterschiedlich geformt sein kann. Häufig ist er ei- bis halbkreisförmig oder fünfeckig. Die Rückenfläche ist oft von dichter, dicker und samtartiger Behaarung bedeckt. Die Seitenränder vorne und hinten sind in der Regel durch eine Verbindung deutlich voneinander abgegrenzt. Eine Linea brachyura ist vorhanden, sie ist typisch für echte Krabben. Die Augenhöhlen und die Ansatzbereiche für die Antennen sind gut ausgebildet. Die Geißeln der Antennen sind kürzer als die Länge des Rückenpanzers, die ersten beiden Segmente der Antenne sind beweglich und der Exopod ist fest mit der Basis verbunden, kann in seltenen Fällen aber auch fehlen.

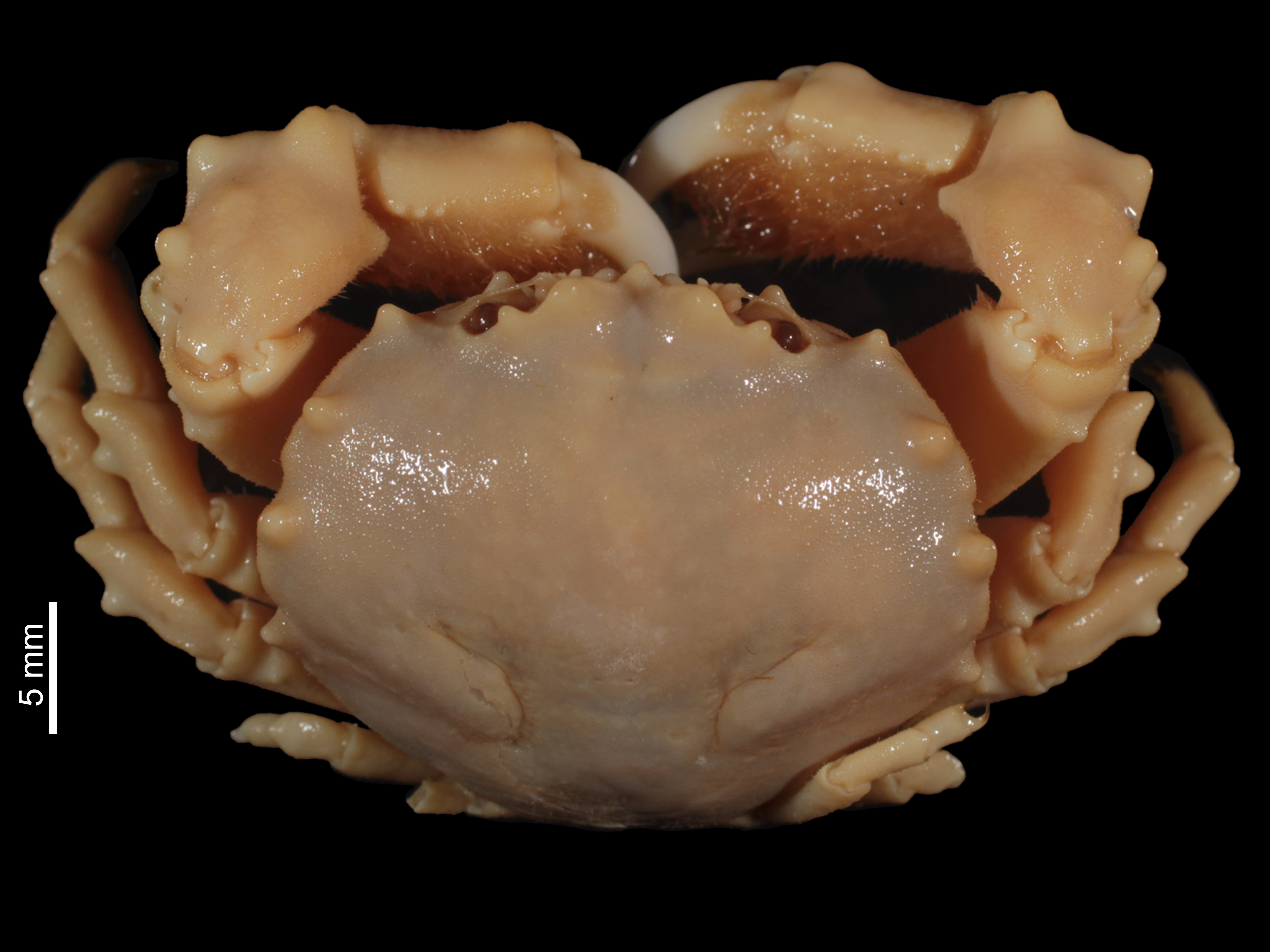
Stimdromia foresti, Oberseite

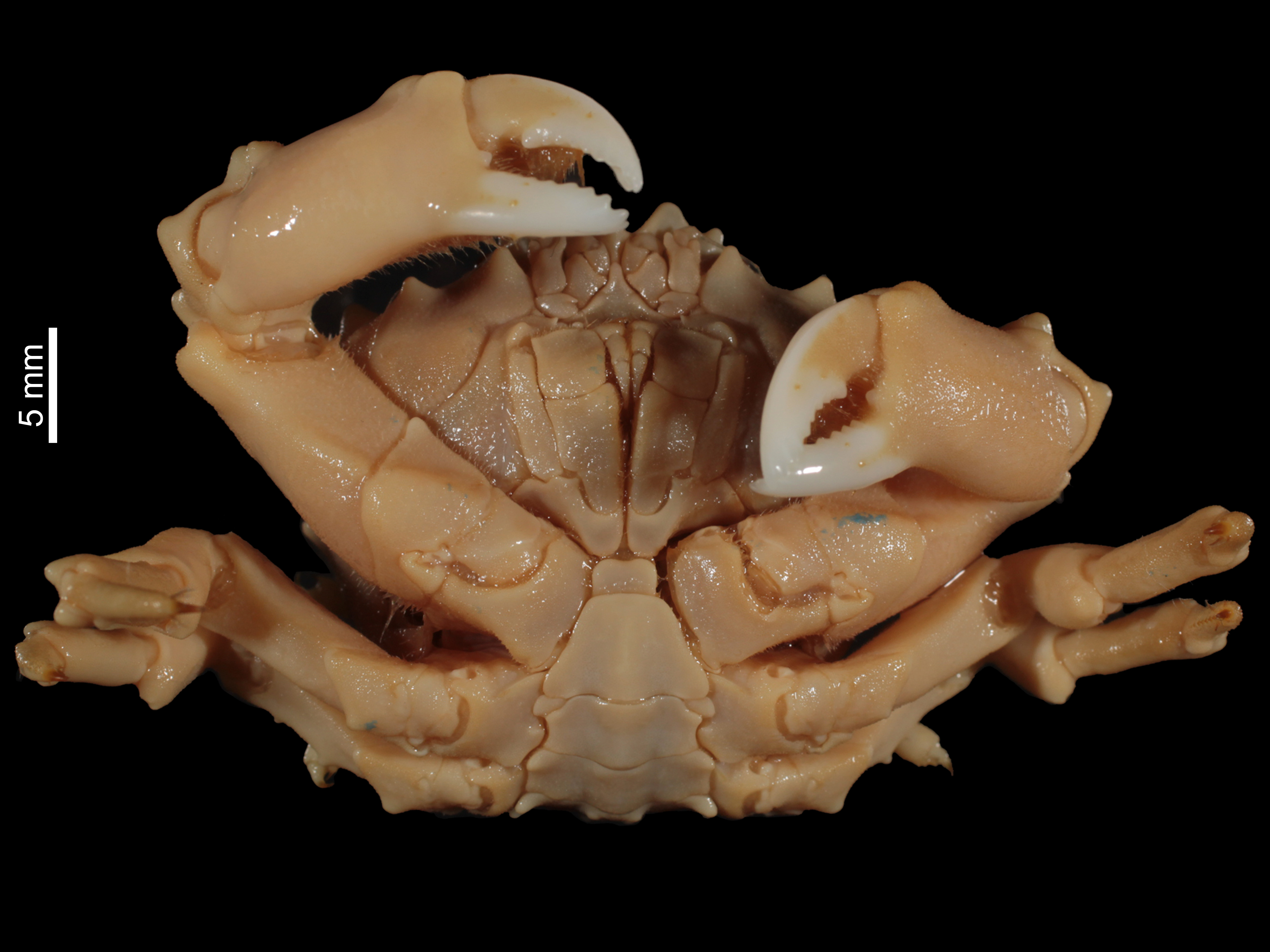
Stimdromia foresti, Unterseite

Die Beinkiemen (Podobranchien) können auf allen drei vorderen Beinpaaren vorhanden sein, der Epipodit befindet sich oft an der Oberseite des Carapax. Die scherentragenden Beine (Chelipeden) sind oft geschlechtsdimorph und bei den  Männchen deutlich größer, der rechte und der linke Cheliped sind jedoch bei beiden Geschlechtern gleich groß ausgebildet. Der bewegliche Finger der Schere ist unpigmentiert weiß oder leuchtend rosa. Die hinteren beiden Laufbeinpaare P4 und P5 sind im Allgemeinen ähnlich in Größe und Form und in der Regel deutlich kleiner als die vorderen P2 und P3. Die sind subdorsal positioniert und sehr beweglich und besitzen eine teilweise oder vollständig ausgebildete Schere, die durch den distalen Stachel des Propodus und dem zurückgebogenen Dactylus gebildet und zum Tragen von Gegenständen auf dem Carapax genutzt wird.
Das Brustbein ist schmal und seine Breite füllt die Sternopleonalvertiefung vollständig aus, so dass die Seitenflächen der Sternite fast immer vollständig vom Pleon bedeckt sind. Zwei Hälften der inneren, quer verlaufende des Endoskeletts, die  endosternalen Phragmata, sind vollständig verschmolzen. Die sattelartige Sella turcica ist mit ihrem oberen Teil mit dem Interosternit 7/8 und ihrem unteren Teil mit dem Interosternit 6/7 verwachsen. Alle Sternumnähte sind sowohl bei den Männchen wie bei den Weibchen mittig unterbrochen, nur die seitlichsten Teile sind sichtbar. Die weiblichen Tiere besitzen kleine paarige und abgerundete Öffnungen für die Spermienaufnahme (Spermatheken), die meist nach vorne verschoben sind. Die Vertiefung an den Ansatzstellen der Beine (sternocoxale Vertiefungen) sind gut ausgebildet.
Der Hinterleib beider Geschlechter besteht normalerweise aus sechs freien Somiten sowie einem Telson, im Allgemeinen ohne Pleura. Der Hinterleib der Männchen bedeckt immer den gesamten Raum zwischen den Hüften der Pereiopoden, aber der vordere Teil des Somiten S4 liegt oft frei und die Männchen haben selten rudimentäre Beine (Pleopoden) an den Somiten S3 bis S5. Bei den Weibchen besitzt der Somit S1 ein Paar Pleopoden mit nur einem Ast (uniramisch). Das Pleon besitzt außer bei Vertretern von Ascidiophilus einen Haltemechanismus, der es dem Weibchen ermöglicht, Eier oder Jungtiere am Körper zu halten. Dieser besteht in der Regel aus den dorsal angesetzten Uropoden und Vorsprüngen auf den Hüften der vorderen beiden Beinpaare P1 und P2. Die Uropoden sind gewöhnlich als dorsale Platten vorhanden, manchmal seitlich und selten ventral positioniert, niemals jedoch zweigeteilt. Die Form und Größe der Uropoden ist geschlechtsdimorph. Die Männchen der Schwammkrabben besitzen einen langen und beweglichen Penis, während dieser bei der nahe verwandten Familie Sphaerodromiidae, die früher als Unterfamilie zu den Schwammkrabben gezählt wurde, von der verlängerten Hüfte (Coxa) des fünften Laufbeinpaares umschlossen wird.

## Lebensweise
Die Arten der Schwammkrabben sind freilebend und kommen sowohl in flachen wie auch in tieferen Meeresregionen der gemäßigt warmen bis tropischen Zonen vor. In der Regel tragen sie mit ihren hinteren Beinen Schwämme, Korallen, Tunicaten oder seltener Muschelschalen über ihrem Körper zur Tarnung und zum Schutz, von einzelnen Gattungen wie Epigodromia und Takedromia mit nur kurz ausgebildeten hinteren Laufbeinen ist dagegen keine Trageverhalten dokumentiert.

## Systematik
Die Schwammkrabben wurden 1833 von dem niederländischen Zoologen und Kurator Wilhem de Haan am Rijksmuseum van Natuurlijke Historie in Leiden erstmalig wissenschaftlich beschrieben. Als Typusgattung nutzte er die Gattung Dromia Weber, 1795 mit Dromia personata (Linnaeus, 1758) als Typusart.
In der Familie werden 173 Arten in 46 Gattungen und zwei Unterfamilien unterschieden:

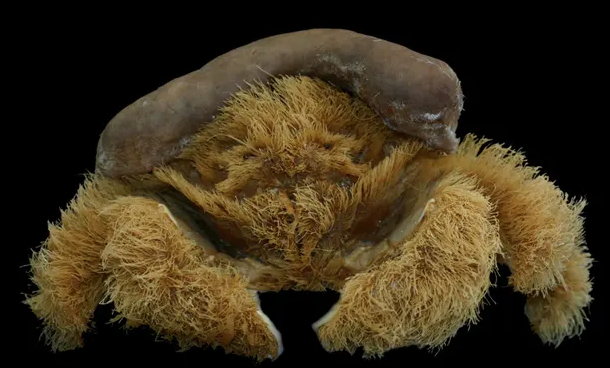
Lamarckdromia beagle

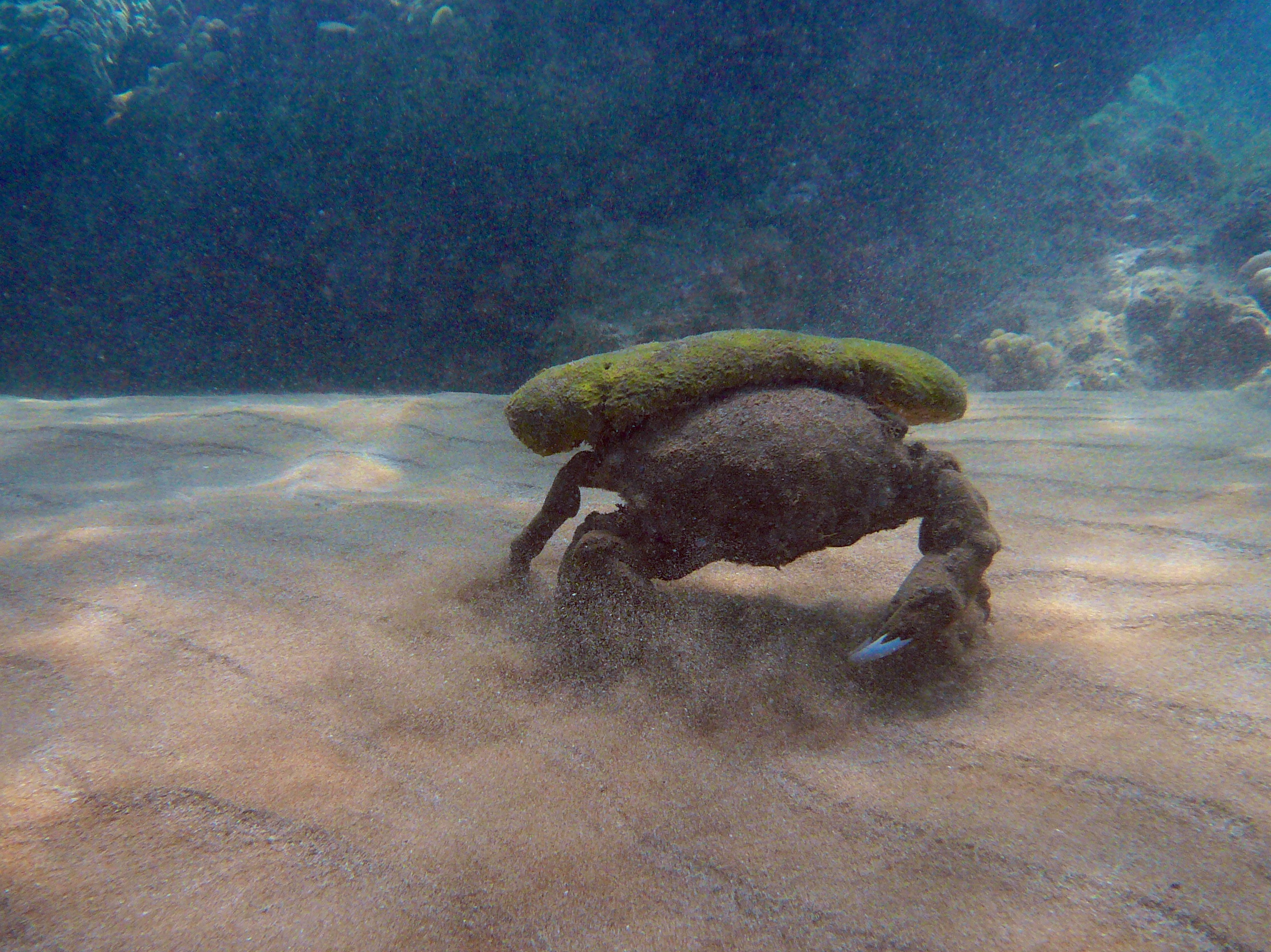
Dromia personata, die mit ihren Hinterbeinen einen Schwamm auf dem Rücken trägt.

### Unterfamilie Dromiinae
Die Unterfamilie Dromiinae De Haan, 1833 umfasst 36 Gattungen mit 131 rezenten und 24 ausgestorbenen Arten:
- Alainodromia McLay, 1998
- Alcockdromia McLay, 2019
- Ascidiophilus Richters, 1880
- Austrodromidia McLay, 1993
- Baccadromia McLay & Hosie, 2022
- Barnardomia McLay, 1993
- Conchoecetes Stimpson, 1858
- Cryptodromia Stimpson, 1858
- Cryptodromiopsis Borradaile, 1903
- Desmodromia McLay, 2001
- Dromia Weber, 1795
- Dromidia Stimpson, 1858
- Dromidiopsis Borradaile, 1900
- Dromilites H. Milne Edwards, 1837
- Epigodromia McLay, 1993
- Epipedodromia André, 1932
- Eudromidia Barnard, 1947
- Exodromidia Stebbing, 1905
- Foredromia McLay, 2002
- Fultodromia McLay, 1993
- Haledromia McLay, 1993
- Hemisphaerodromia Barnard, 1954
- Homalodromia Miers, 1884
- Lamarckdromia Guinot & Tavares, 2003
- Lauridromia McLay, 1993
- Lewindromia Guinot & Tavares, 2003
- Mclaydromia Guinot & Tavares, 2003
- Metadromia McLay, 2009
- Moreiradromia Guinot & Tavares, 2003
- Paradromia Balss, 1921
- Petalomera Stimpson, 1858
- Platydromia Brocchi, 1877
- Pseudodromia Stimpson, 1858
- Speodromia Barnard, 1947
- Stebbingdromia Guinot & Tavares, 2003
- Sternodromia Forest, 1974
- Stimdromia McLay, 1993
- Takedromia McLay, 1993
- Tumidodromia McLay, 2009
- Tunedromia McLay, 1993

Fünf Gattungen der Unterfamilie Dromiinae mit 24 Arten sind nur als Fossilien bekannt:
- Basadromia Artal, Van Bakel, Domínguez & Gómez, 2016
- Costadromia Feldmann & Schweitzer, 2019
- Dromiopsis Reuss, 1858
- Kerepesia Müller, 1976
- Torodromia Artal, Ferratges, Van Bakel & Zamora, 2022

### Unterfamilie Hypoconchinae
Die Unterfamilie Hypoconchinae Guinot & Tavares, 2003 hat nur eine Gattung mit sechs Arten:
- Hypoconcha Guérin-Méneville, 1854

### Keiner Unterfamilie zugeordnet
Drei ausgestorbene Gattungen wurden keiner Unterfamilie zugeordnet, bei einer weiteren Gattung ist die systematische Zuordnung zur Familie der Schwammkrabben unsicher:
- Pseudodromilites Beurlen, 1928
- Quinquerugatus Franţescu, Feldmann & Schweitzer, 2010
- Vincentdromia Schweitzer, 2024
- Dromilites H. Milne Edwards, 1837 gilt als Gattung incertae sedis.

### Verwandte Familien
Die ausgestorbene Familie Basinotopidae war früher als Unterfamilie Basinotopinae den Schwammkrabben zugeordnet. Die Unterfamilie Sphaerodromiinae wurde unter dem Namen Sphaerodromiidae als eigenständige Familie anerkannt.

## Belege
1. 1 2 3 4 5 6  Peter J. F. Davie, Danièle Guinot, Peter K. L. Ng: Systematics and Classification of the Brachyura. In: P. Castro, P. J. F. Guinot Davie, F. R. Schram, J. C. von Vaupel Klein (Hrsg.): The Crustacea. Band 2. Koninklijke Brill NV, Leiden 2015, S. 1059–1060.
2. 1 2  Danièle Guinot, Marcos Tavares: A new subfamilial arrangement for the Dromiidae de Haan, 1833, with diagnoses and descriptions of new genera and species (Crustacea, Decapoda, Brachyura). Zoosystema 25 (1), 2003; S. 43–129.
3. 1 2 3  DecaNet (Hrsg.): Dromiidae De Haan, 1833. In: World Register of Marine Species, abgerufen am 1. Juni 2025.
4. ↑  Peter K. L. Ng, Danièle Guinot, Peter J.F. Davie: Systema Brachyurorum: Part I. An annotated checklist of extant brachyuran crabs of the world. Raffles Bulletin of Zoology, Supplement No. 17, 2008: 1–286; hier S. 26–27. (Volltext)
5. ↑  Sammy De Grave, N. Dean Pentcheff, Shane T. Ahyong, Tin-Yam Chan, Keith A. Crandall, Peter C. Dworschak, Darryl L. Felder, Rodney M. Feldmann, Charles H. J. M. Fransen, Laura Y. D. Goulding, Rafael Lemaitre, Martyn E. Y. Low, Joel W. Martin, Peter K. L. Ng, Carrie E. Schweitzer, S. H. Tan, Dale Tshudy, Regina Wetzer: A classification of living and fossil genera of decapod crustaceans. Raffles Bulletin of Zoology, Supplement No. 21, 2009: 1–286; hier S. 29. (Volltext)
6. 1 2  DecaNet (Hrsg.): Dromiinae De Haan, 1833. In: World Register of Marine Species, abgerufen am 1. Juni 2025.
7. ↑  DecaNet (Hrsg.): Hypoconchinae Guinot & Tavares, 2003. In: World Register of Marine Species, abgerufen am 1. Juni 2025.
8. ↑  Carrie E. Schweitzer & Rodney M. Feldmann: Sphaerodromiidae (Brachyura: Dromiacea: Dromioidea) in the Fossil Record. Journal of Crustacean Biology, 30, 3, 2010, S. 417–429. doi:10.1651/09-3260.1.